# Britanniadomen
Britanniadomen, ett viktigt rättsfall från Arbetsdomstolen (AD 1989 nr 120, ) angående rätten för svensk fackförening att vidtaga arbetsrättsliga stridsåtgärder mot s.k. bekvämlighetsflaggade fartyg där besättningen redan omfattades av giltiga utländska kollektivavtal.
Sedan ett på Cypern registrerat fartyg, Britannia, anlöpt Göteborgs hamn krävde Svenska Sjöfolksförbundet och Internationella Transportarbetarefederationen (ITF) att rederiet skulle teckna ett svenskt kollektivavtal, ett s.k. ITF-avtal, och nya anställningsavtal för den filippinska besättningen på fartyget istället för de utländska anställningavtal som besättningen redan hade. I kraven ingick att ITF-avtalet skulle ges retroaktiv giltighet och att rederiet skulle till sjöfolksförbundet för besättningens räkning utge ett belopp motsvarande skillnaden mellan ITF-avtalets löner och de löner som betalats till besättningen under tiden från det att den omkring tio månader tidigare mönstrade på fartyget. När rederiet vägrat att gå in på sjöfolksförbundets och ITF:s krav förklarade sjöfolksförbundet fartyget i blockad. På begäran av förbundet beslutade Svenska Transportarbetareförbundet om sympatiåtgärd med avseende på lossning och lastning av fartyget varjämte sjöfolksförbundet självt som sympatiåtgärd beslutade om blockad med avseende på bogserbåtsassistans med mera. I tvist om lovligheten av blockadåtgärderna anförde rederiet jämte Sveriges Stuvareförbund och Sveriges Redareförening bland annat att besättningens löner och anställningsvillkor i övrigt redan var reglerade i ett gällande kollektivavtal med besättningens fackliga organisation på Filippinerna när sjöfolksförbundets och ITF:s krav framställdes.
Arbetsdomstolen granskade innehållet i besättningens avtal samt arbetsrättens ställning i det land som reglerade avtalen. Domstolen kom fram till att villkoren i avtalen och arbetsrätten i flagglandet var förenligt med ordre public. Därför fann Arbetsdomstolen att blockadåtgärderna mot det bekvämlighetsflaggade fartyget var olovliga enligt medbestämmandelagen.